# Camp d'Al-Arroub
El camp de refugiats d'Al-Arroub (àrab: مخيّم العروب, muẖayyam al-ʿArrūb) és un camp de refugiats palestí de la governació d'Hebron, a Cisjordània, situat a la carretera d'Hebron a Jerusalem, 15 quilòmetres al sud de Betlem, amb una superfície total de 350 dúnams.
Des de la Guerra dels Sis Dies, el 1967, el campament ha estat sota l'ocupació israeliana. La població del cens de 1967 realitzada per les autoritats israelianes era de 3.647 habitants. Segons la UNRWA en 2005, tenia 9,859 refugiats registrats. Segons l'Oficina Central Palestina d'Estadístiques tenia 10.487 habitants el 2016. En 2002 es van construir dues escoles al campament: una escola secundària per a nois i una altra per a noies.

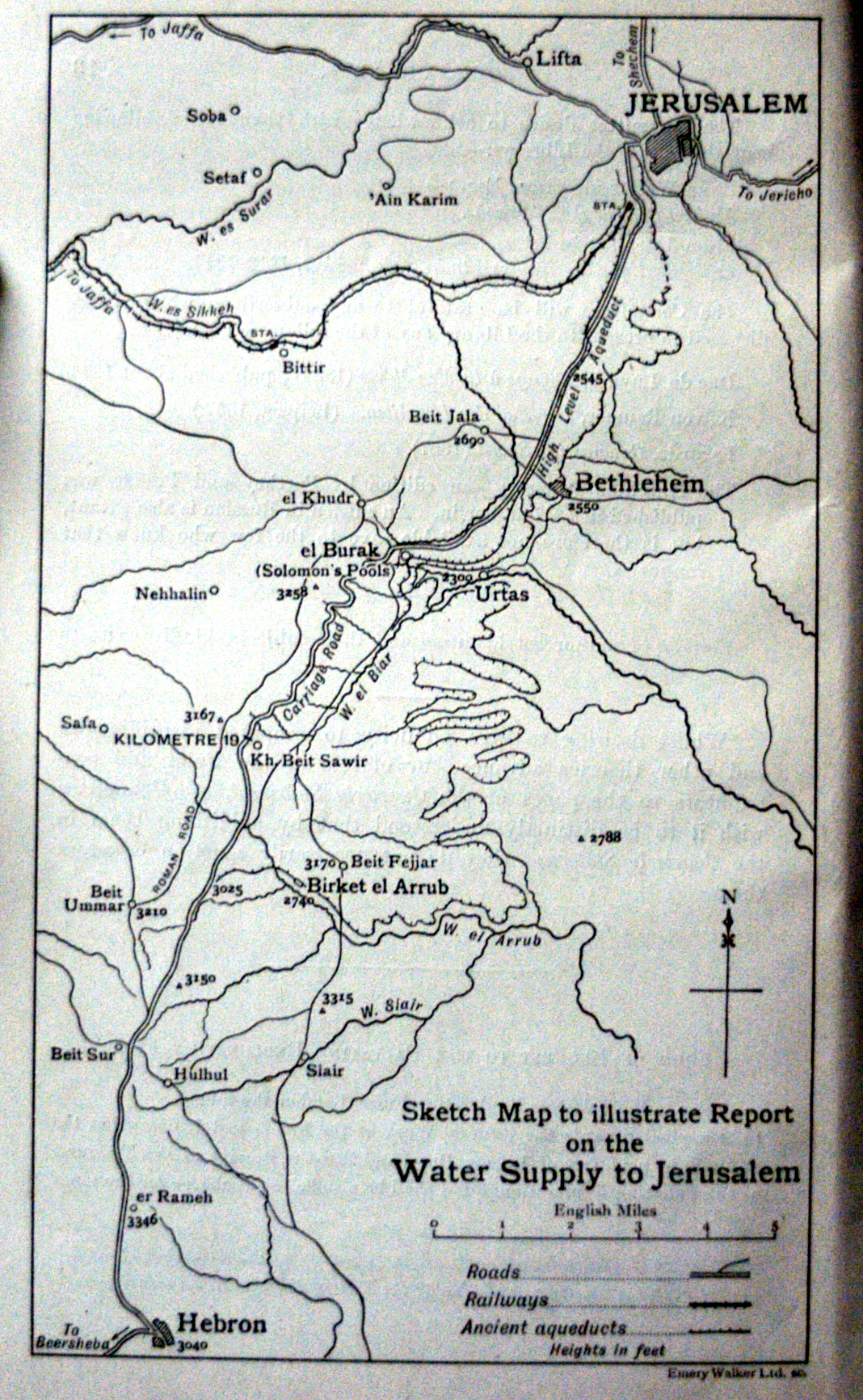
Al-Arroub abans de 1948, proporcionant aigua a Jerusalem

## Escola secundària Arroup
L'escola secundària Arroup és una escola secundària de nois del campament de refugiats d'Al-Arroub, a la governació d'Hebron. Es va llogar una escola a les terres del campament de refugiats d'Arroup, a la part alta d'una muntanya per a remarcar la primera escola secundària per als nois del campament. Aquesta escola és bàsicament una casa llogada perquè els proveïdors no tenien els fons per construir una nova escola per als estudiants.